# Останній виліт
«Останній виліт» (англ. Final Mission) — американський фантастичний бойовик 1994 року.

## Сюжет
Військові льотчики чомусь почали виходити з покори. У повітрі, під час виконання завдання. І це жахливо. Летить куди потрібно, а потім раптом перестає слухати команди з землі і в результаті врізається в яку-небудь скелю.

## У ролях
- Біллі Верт — Том «Бандит» Ватерс
- Стів Рейлсбек — полковник Глен Андерсон
- Елізабет Грейсен — Кейтлін Коул
- Річард Бредфорд — Моріс Вік
- Корбін Бернсен — генерал Морган Бреслау
- Тім Моран — Девід «Гончій Пес» Метьюс
- Тімоті Дейл Ейджі — Деніел «Ковбой» Райлі
- Френк Загаріно — Френк «Флеш» Тето
- Джон Проскі — сержант Вайтт
- Бет Тегарден — Лілі
- Патріція Сілл — Бет Метьюс
- Езра Гебі — Джоі
- Джастін Лорд — технік
- Хел Хевінс — офіцер Клайд Вебстер
- Джеррі Джіллз — контролер
- Джек Ейсман — технік
- Рік Айк Джонс — військовий поліцейський
- Беррі Цетлін — вчений
- Ентоні Дін Філдс — (в титрах не вказаний)